# Dynatosoma rufescens
Dynatosoma rufescens är en tvåvingeart som först beskrevs av Zetterstedt 1838.  Dynatosoma rufescens ingår i släktet Dynatosoma och familjen svampmyggor. Arten är reproducerande i Sverige. Inga underarter finns listade i Catalogue of Life.